# Càrn Mairg
Der Càrn Mairg ist ein 1041 Meter hoher Berg in Schottland. Sein gälischer Name bedeutet Hügel der Trauer oder Hügel der Toten. Der Berg ist der höchste in einer Gruppe von vier Munros, die in Form eines nach Süden geöffneten Hufeisens nördlich der kleinen Siedlung Invervar im Glen Lyon liegen. Die Berggruppe wird nach dem höchsten Gipfel auch als Càrn Mairg Group oder aufgrund der Bergform als Glen Lyon Horseshoe bezeichnet.

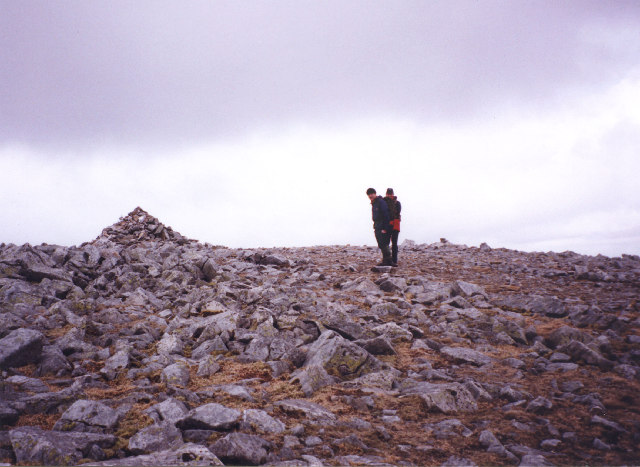
Der flache Gipfelbereich des Càrn Mairg

Als einziger der vier Munros weist der Càrn Mairg einen felsigen, aus Quarzit bestehenden Gipfelaufbau auf, der ein kleines Gipfelplateau bildet. Die übrigen drei Gipfel sowie zwei als Tops eingestufte Vorgipfel des Càrn Mairg besitzen dagegen vergleichsweise wenig prägnante flache, aus Gras und Heide bestehende Gipfelplateaus. Einer der Vorgipfel, der 1012 Meter hohe Meall Liath liegt knapp einen Kilometer weiter östlich, vom Hauptgipfel nur durch einen Einschnitt mit einer Höhe von 955 Meter getrennt. Der 1004 Meter hohe Meall a’ Bhàrr liegt etwa einen Kilometer westlich, zwischen dem Càrn Mairg und dem benachbarten Meall Garbh. Während der Càrn Mairg wie die gesamte Berggruppe nach Norden hin zum Loch Rannoch flach abfällt, besitzt er nach Süden und Westen steile, ins Coire Chearcaill abfallende Grashänge. Nach Nordosten trennt das Tal Gleann Mòr die Berggruppe vom etwa vier Kilometer entfernten Schiehallion, südöstlich schließt sich der ebenfalls als Munro eingestufte Meall nan Aighean an. 
Bestiegen wird der Càrn Mairg von vielen Bergwanderern im Rahmen einer Überquerung aller vier Munros der gesamten Berggruppe, eine etwa 18 km lange Tour. Etwa 20 km lang ist der Aufstieg durch das Gleann Muilinn von der östlich gelegenen Ortschaft Fortingall in der Nähe des Nordendes von Loch Tay.